# Provincia di Mantova
La provincia di Mantova è una provincia italiana della Lombardia di 407 503 abitanti.
Confina a nord-est con la provincia di Verona, a est con Rovigo, a sud con Ferrara, Modena, Reggio Emilia e Parma, a ovest con Cremona e a nord-ovest con Brescia.

## Geografia fisica
La provincia mantovana costituisce la propaggine sud-est della Lombardia, incuneata tra Veneto ed Emilia-Romagna, la cui forma sembra rassomigliante a un triangolo rettangolo.
Il territorio della provincia di Mantova è prevalentemente pianeggiante; a nord è presente una zona collinare costituita dall'anfiteatro morenico del lago di Garda digradante verso la Pianura Padana. L'area orientale a sinistra del Po è caratterizzata da una zona pianeggiante dolcemente ondulata mentre la pianura a ridosso del Po, che sulla riva destra costituisce l'Oltrepò Mantovano, è totalmente piatta.
La provincia è generalmente suddivisa in tre settori, marcati da lievi differenze culturali e linguistiche: l'Alto Mantovano, corrispondente alla zona nord posta al di sopra della linea immaginaria tra Asola e Goito; il Basso Mantovano comprendente l'Oglio-Po e l'Oltrepò Mantovano, identificabile nelle zone limitrofe al corso del Po, e il Medio Mantovano, posto centralmente alle due zone precedenti.
Caratteristica geografica peculiare è la ricchezza di acque, diversi fiumi l'attraversano: il Po, il tratto finale dell'Oglio e del Chiese suo affluente, il tratto finale del Mincio, il tratto finale del Secchia, la parte nord-est della provincia rientra nel bacino del fiume Tione, affluente di destra del Tartaro che raccoglie le acque di risorgiva (detti fontanili) di quell'area. Il Mincio attorno a Mantova crea dei laghi (laghi di Mantova), unici laghi di rilievo estesi interamente in Pianura Padana. Moltissimi sono i canali, dedicati all'irrigazione o alla bonifica.

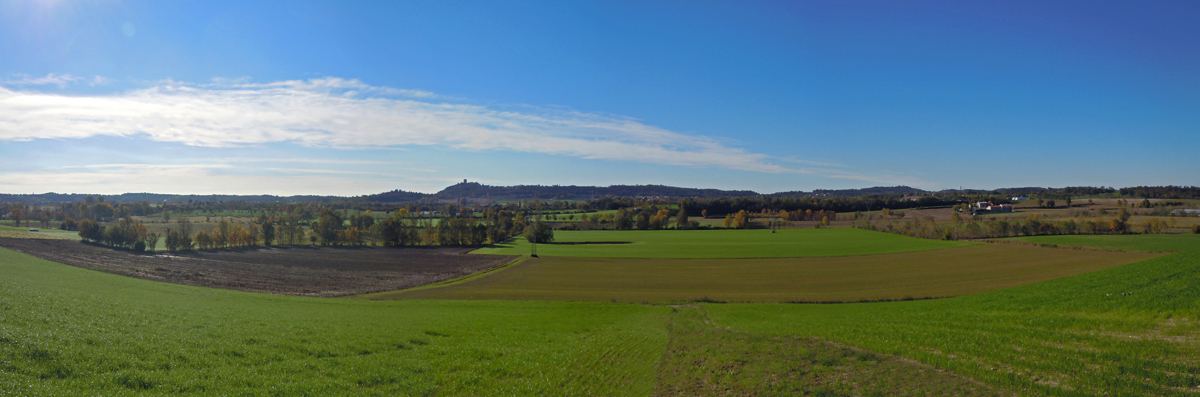
Panoramica della zona di Solferino

## Storia

La provincia di Mantova compartita in distretti, secondo il regio decreto emanato nel 1868

I confini amministrativi attuali della provincia hanno profonde radici storiche, corrispondendo in gran parte al Ducato di Mantova che fu uno Stato sovrano di diritto internazionale.
La Provincia di Mantova subentrò al napoleonico Dipartimento del Mincio con la nascita del Lombardo-Veneto nel 1815. In seguito alla Battaglia di Solferino e San Martino del 24 giugno 1859 le truppe franco-piemontesi conquistarono la Lombardia fino alla riva destra del Mincio, e il conseguente Armistizio di Villafranca dell'11 giugno 1859 tra la Francia e l'Austria definì i nuovi provvisori confini, spaccando in due il Mantovano che venne attraversato dal nuovo confine internazionale, considerando neutrale un lembo di terra esteso da Lazise a Borgoforte largo svariati chilometri.
Nel frattempo, su proposta del ministro degli Interni Urbano Rattazzi, Vittorio Emanuele II emanò il regio decreto nº3702 del 23 ottobre 1859 sul Nuovo ordinamento comunale e provinciale del Regno (decreto Rattazzi), e i comuni della Provincia di Mantova ricadenti a ovest del confine stabilito con l'armistizio di Villafranca furono giocoforza inseriti nelle province di Brescia e Cremona. L'Armistizio di Villafranca fu poi ratificato nel Trattato di Zurigo del 10 novembre 1859. Un atto di delimitazione dei confini tra le provincie italiane dell'Austria e il Regno di Piemonte-Sardegna avvenne a Peschiera il 16 giugno 1860. Con Legge nº106 del 26 luglio 1861 la frazione di Borghetto (Comune di Valeggio), situata sulla destra del fiume Mincio, è aggregata al Comune di Volta. Il Comune di Scorzarolo è soppresso, il territorio e l'abitato di Scorzarolo ricadenti nel Regno d'Italia vanno al Comune di Marcaria, la frazione di Ronchi e Balconcello al Comune di Castellucchio.
Solo con la Pace di Vienna (1866) tra Italia e Austria quest'ultima acconsentì alla riunione del Regno Lombardo-Veneto al Regno d'Italia, nei limiti dei confini del Regno al momento della Pace, con i francesi che aggiunsero "sotto riserva del consenso delle popolazioni debitamente consultate", sebbene nei fatti il governo italiano procedette senza attendere ad espandere la propria giurisdizione. Con il plebiscito delle province venete e quella di Mantova del 21 e 22 ottobre 1866, la Provincia di Mantova e le Venezie rientrano nel Regno d'Italia. Nei 34 comuni mantovani la popolazione ammontava a 82.321 abitanti. I voti furono espressi da 19.507 cittadini, 19.494 per il sì, 13 schede nulle e nessun voto per il no. Il Regio decreto 4 novembre 1866 nº3300 e la Legge 18 luglio 1867 nº3841 formalizzarono questo passaggio.
Dopo l'annessione, la provincia mantenne i confini del 1859 con l'esclusione dei comuni che il decreto Rattazzi aveva distribuito alle provincie di Brescia e Cremona. Già nell'ottobre 1866 si costituì a Mantova un comitato, presieduto dal senatore Giovanni Arrivabene, che chiese il ripristino della situazione antecedente la seconda guerra d'indipendenza. I confini originari furono ricostituiti in buona parte il 1º luglio 1868, come stabilito dalla legge 9 febbraio 1868, n. 4232. Ci furono alcune eccezioni: i comuni di Acquafredda e Volongo rimasero alla provincia di Brescia, mentre Ostiano, già bresciana, passò sotto la provincia cremonese che si tenne anche Isola Dovarese; Rolo rimase alla provincia di Reggio Emilia, in quanto già passatovi nel 1850, e Peschiera passò a quella di Verona. Il consiglio provinciale mantovano, eletto nel 1867, fu sciolto, come stabilito dal decreto reale 31 maggio 1868, per poter procedere ad una nuova elezione estesa anche agli altri comuni precedentemente esclusi. La legge 4232/1868 riconobbe l'eccezionalità della provincia mantovana per la quale venne mantenuta l'originaria suddivisione asburgica in undici distretti amministrativi. Lo stemma della nuova Provincia contenne i simboli di Mantova, Bozzolo e Castiglione delle Stiviere, sulla falsariga di quanto venne fatto nelle province vicine, e fu adottato al posto del precedente che aveva l'aquila gonzaghesca.
Il 4 febbraio 2014, con legge regionale 20 gennaio 2014 n.9, è stato istituito il nuovo comune di Borgo Virgilio nato dall'unione dei due preesistenti enti municipali di Virgilio e Borgoforte. La provincia di Mantova sarà successivamente interessata da diverse fusioni di comuni con la creazione di nuovi enti comunali: Borgo Mantovano (in luogo dei comuni di Revere, Villa Poma e Pieve di Coriano), Borgocarbonara (Borgofranco sul Po e Carbonara di Po), San Giorgio Bigarello (San Giorgio di Mantova e Bigarello) e Sermide e Felonica (Sermide e Felonica).
In base al riordino istituzionale attuato con la legge del 7 aprile 2014, n. 56, in data 30 agosto 2016 per la prima volta il consiglio provinciale è stato eletto indirettamente dai sindaci e dai consiglieri con voto ponderato al numero di residenti dei rispettivi comuni di elezione. Il 1º settembre 2016 è stato quindi proclamato eletto alla carica di Presidente della Provincia Beniamino Morselli, sindaco di San Giorgio di Mantova. Con la riforma citata viene istituita l'Assemblea dei Sindaci con poteri propositivi, consultivi e di controllo.

### Terremoti del 2012

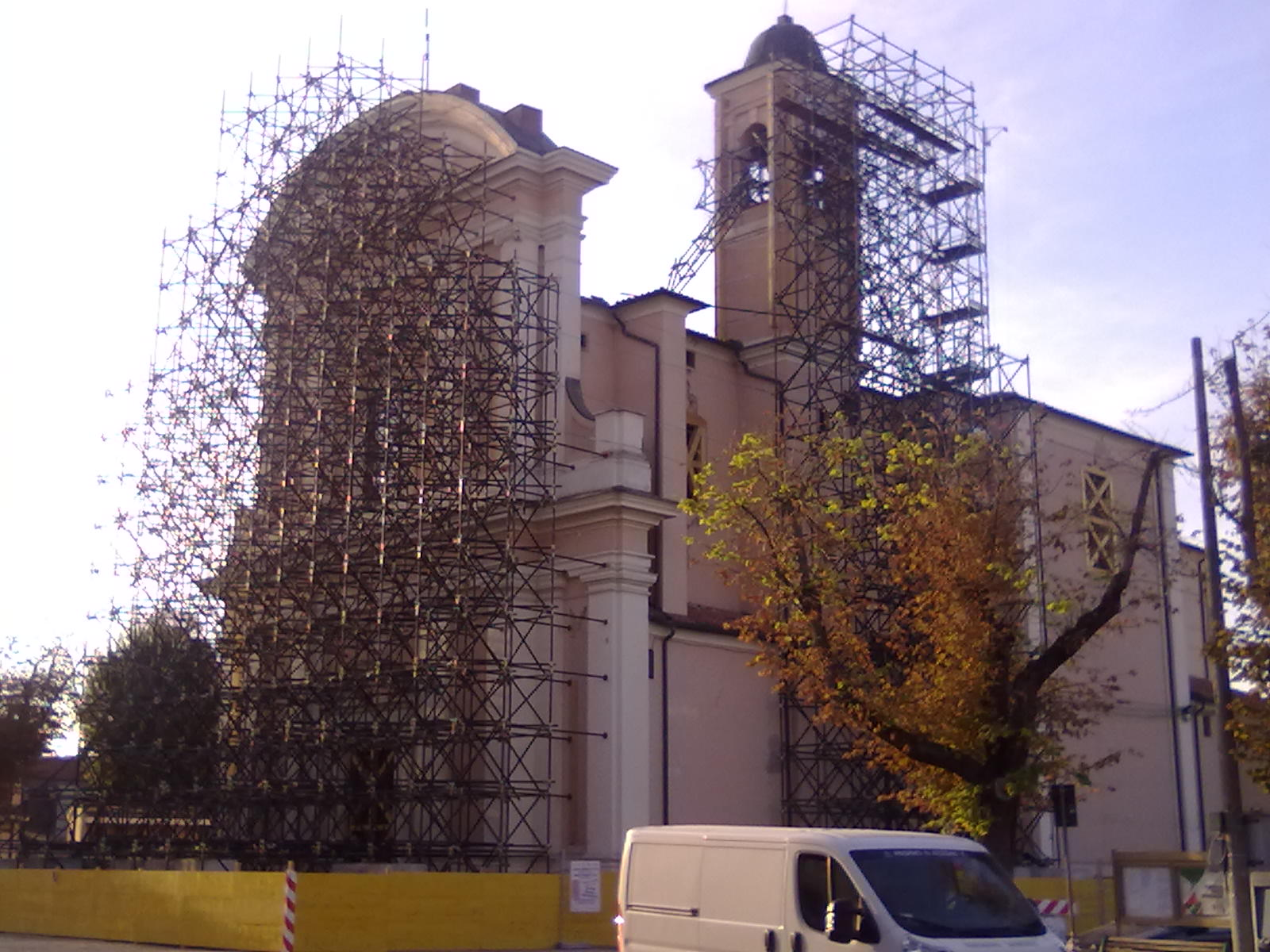
Intervento di messa in sicurezza della chiesa Santissimo Nome di Maria di Poggio Rusco, comune tra i più colpiti dal sisma nella provincia di Mantova

Anche la Provincia di Mantova è stata duramente colpita dalle scosse del maggio 2012 con epicentro in Emilia. I comuni maggiormente danneggiati sono quelli dell'Oltrepò Mantovano appartenenti al cosiddetto "cratere sismico", in particolare Moglia, Gonzaga, Quistello, San Benedetto Po, Pegognaga, Poggio Rusco, San Giacomo delle Segnate e San Giovanni del Dosso. In questi comuni si sono avuti danni ingentissimi a edifici pubblici e religiosi, che in molti casi sono stati distrutti, ma anche all'edilizia residenziale e industriale. Seri danni si sono registrati anche a Mantova dove sono stati lesionati monumenti ed edifici di grande rilievo storico e artistico come Palazzo Te, Palazzo Ducale e il Palazzo della Ragione. Gravemente lesionata la cupola della Basilica Palatina di Santa Barbara dove è crollata la lanterna posta sulla cupola compromettendone la struttura.

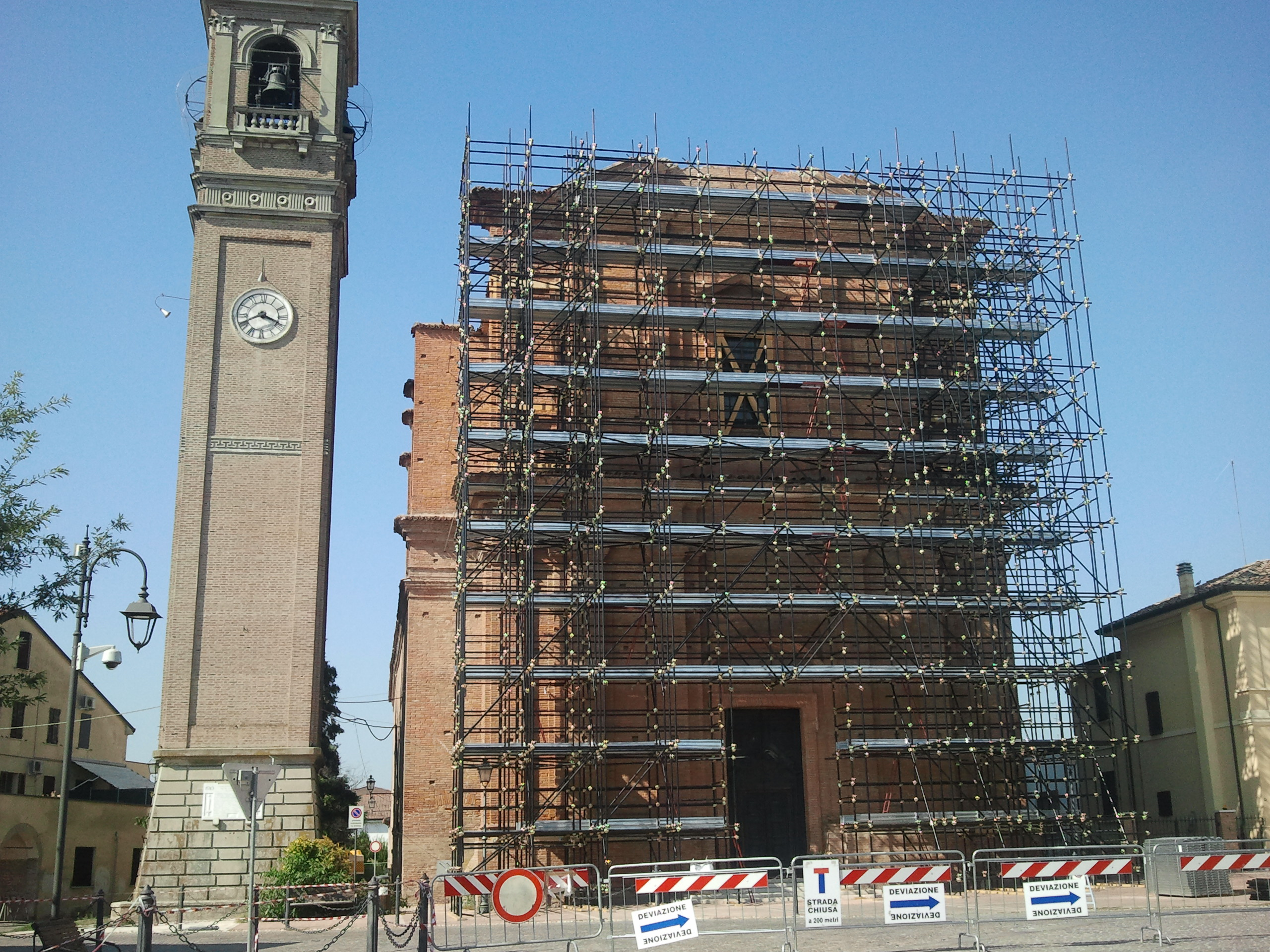
Intervento di consolidamento della parrocchiale di San Giacomo delle Segnate, gravemente danneggiata dalle scosse del 29 maggio

 Moglia risulta essere il comune più danneggiato soprattutto per quanto riguarda i danni all'edilizia abitativa che hanno portato, soprattutto a seguito delle scosse del 29 maggio, ad avere quasi mille sfollati. I danni maggiormente visibili riguardano chiesa e municipio che sono crollati sulla piazza antistante. Nella fase successiva all'emergenza risultavano essere 3000 gli sfollati nella Provincia. 21 Campi sfollati sono stati aperti in 14 comuni dei quali i più grandi erano quelli di Poggio Rusco (in cui erano presenti 2 Tendopoli e una struttura coperta per un totale di 350 posti) che ospitarono circa 400 persone, Moglia in cui venne allestito un campo gestito dalla protezione civile regionale che ospitò un massimo di 360 persone, Pegognaga che ospitò un massimo di 350 persone e San Giacomo delle Segnate dove nel campo gestito dalla Protezione civile delle varie Province lombarde sono state ospitate 300 persone. Il patrimonio artistico e monumentale dei comuni colpiti ha subito danni ingentissimi: secondo la sovrintendenza numerose sono le chiese a codice rosso tra cui la Chiesa di San Giovanni Battista a Moglia, la Chiesa di San Bartolomeo Apostolo a Quistello, le parrocchiali di Poggio Rusco, San Giovanni del Dosso, San Giacomo delle Segnate e Schivenoglia e infine il complesso Monastico di San Benedetto Po.
I centri storici, esattamente come in Emilia, si sono trasformati in zone rosse e con gravi danni alle attività commerciali situate in essi. Per quanto riguarda l'economia locale i danni più ingenti in provincia si sono registrati all'agricoltura: 270 milioni di euro i danni all'agricoltura mantovana.Migliaia di forme di Parmigiano Reggiano e Grana Padano sono cadute dalle scaffalature; ingenti danni anche a stalle, fienili e aziende agricole.
Il comparto industriale è risultato meno colpito rispetto a quello emiliano e i danni maggiori si sono avuti nei comuni di Moglia, Gonzaga, Quistello e Poggio Rusco, comuni che ospitano zone industriali dove numerose aziende, a causa dei capannoni inagibili, sono state costrette a ricorrere alle tensostrutture. Le scosse hanno suscitato ripercussioni anche per quanto riguarda l'edilizia civile. Risultano circa 3500 le abitazioni danneggiate in Provincia di Mantova. La situazione più critica è nei comuni di Quistello, Moglia, Gonzaga, San Giacomo delle Segnate e Poggio Rusco che da soli contano la quasi totalità delle 1500 abitazioni dichiarate inagibili in tutta la provincia.
Circa 28 edifici scolastici sono risultati inagibili; i comuni di Pegognaga, San Giacomo delle Segnate, Poggio Rusco e Moglia sono stati costretti a ricorrere all'utilizzo di strutture prefabbricate provvisorie. In questi ultimi due comuni si sono registrati disagi nelle procedure di appalto delle strutture che hanno rischiato di compromettere il regolare svolgimento dell'anno scolastico; tali disagi sono stati prontamente risolti da Regione e amministrazioni comunali. In Provincia di Mantova non si sono contati morti.

## Natura

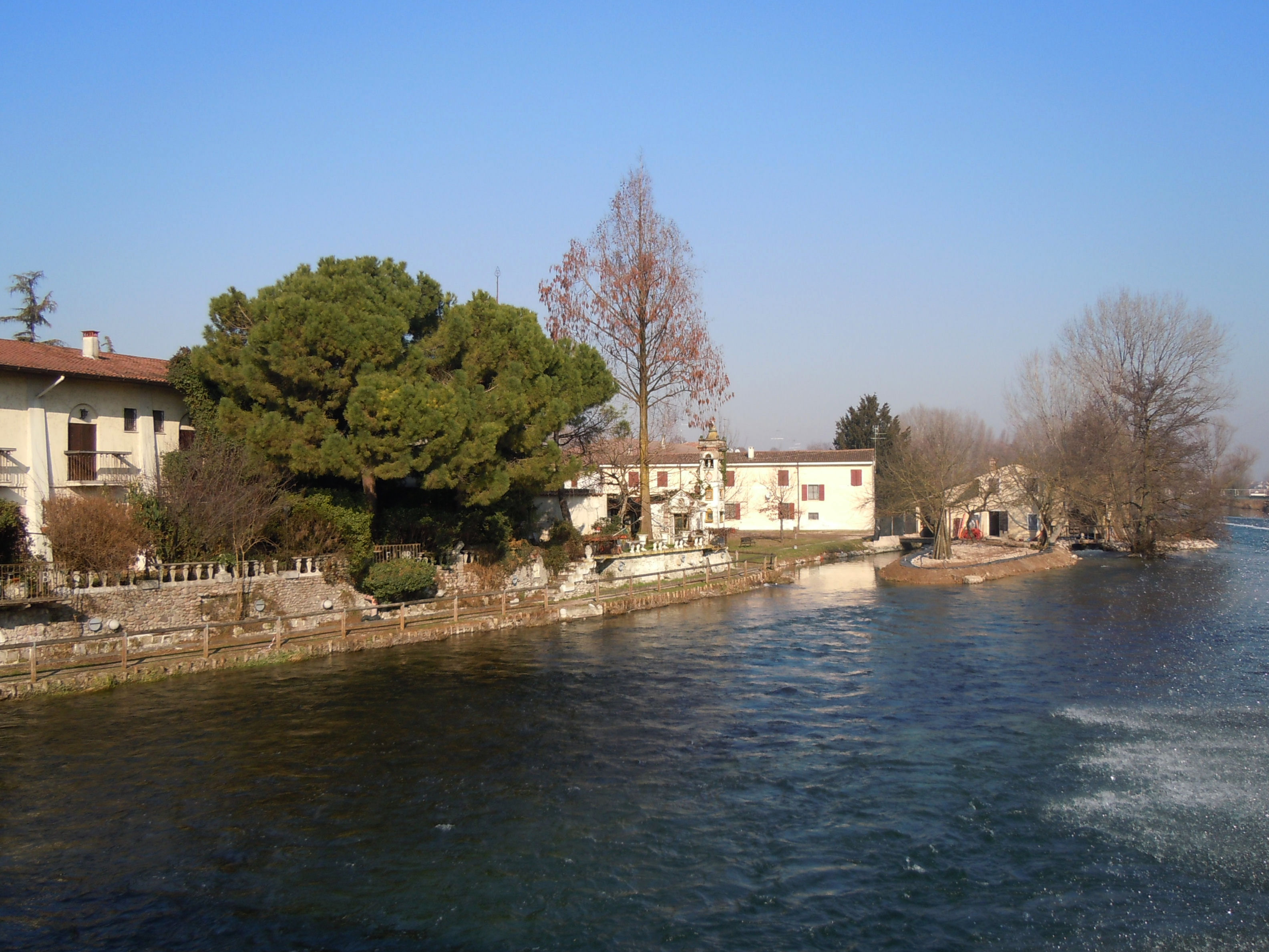
Il fiume Mincio attraversa Goito

### Parchi regionali
- Parco del Mincio
- Parco dell'Oglio Sud

### Riserve naturali statali
- Bosco Fontana

### Riserve naturali regionali

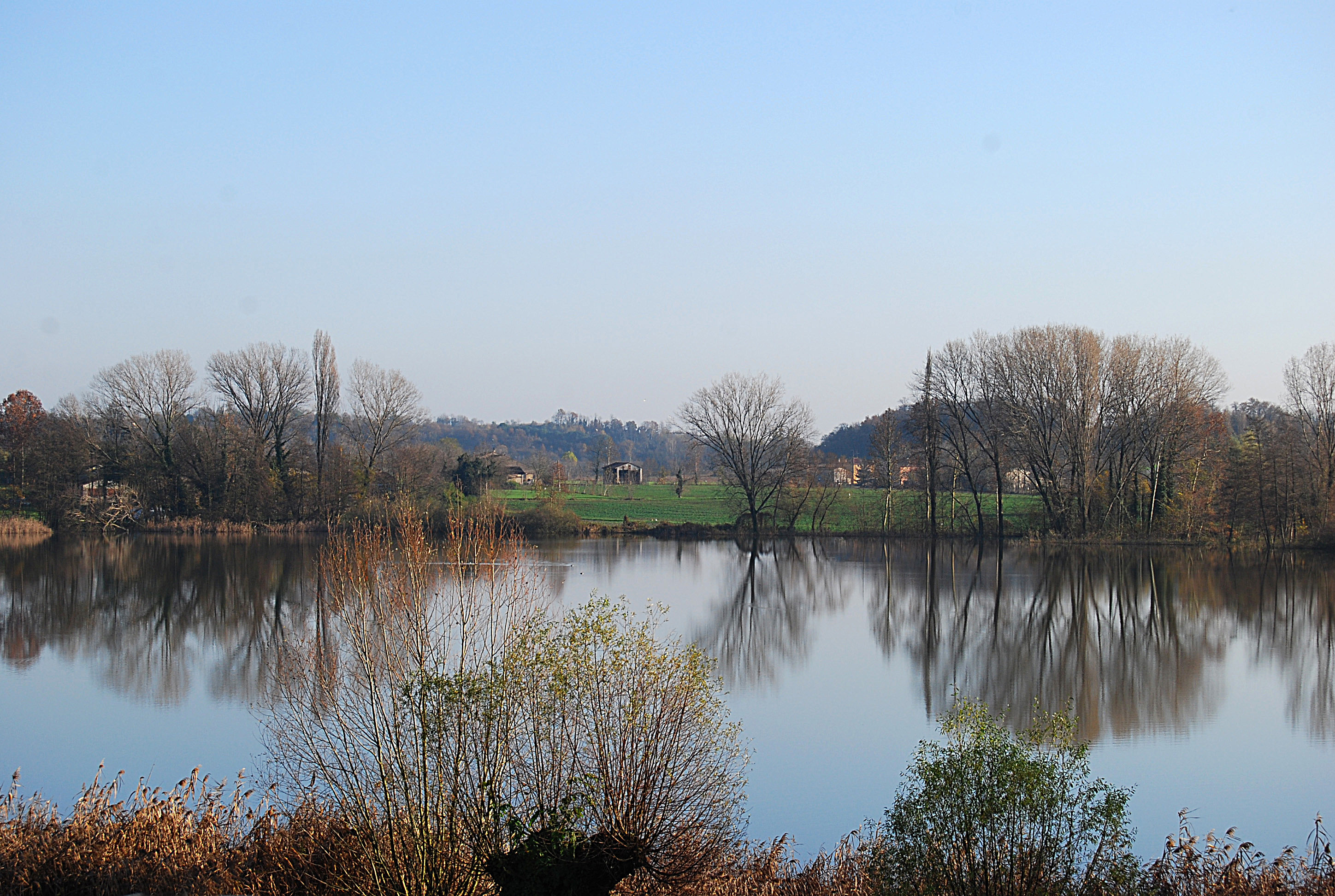
Riserva naturale Complesso morenico di Castellaro Lagusello

- Complesso morenico di Castellaro Lagusello
- Garzaia di Pomponesco
- Isola Boschina
- Isola Boscone
- Le Bine
- Palude di Ostiglia
- Torbiere di Marcaria
- Vallazza
- Valli del Mincio

### Parchi locali di interesse sovracomunale
- Parco San Lorenzo
- Parco San Colombano

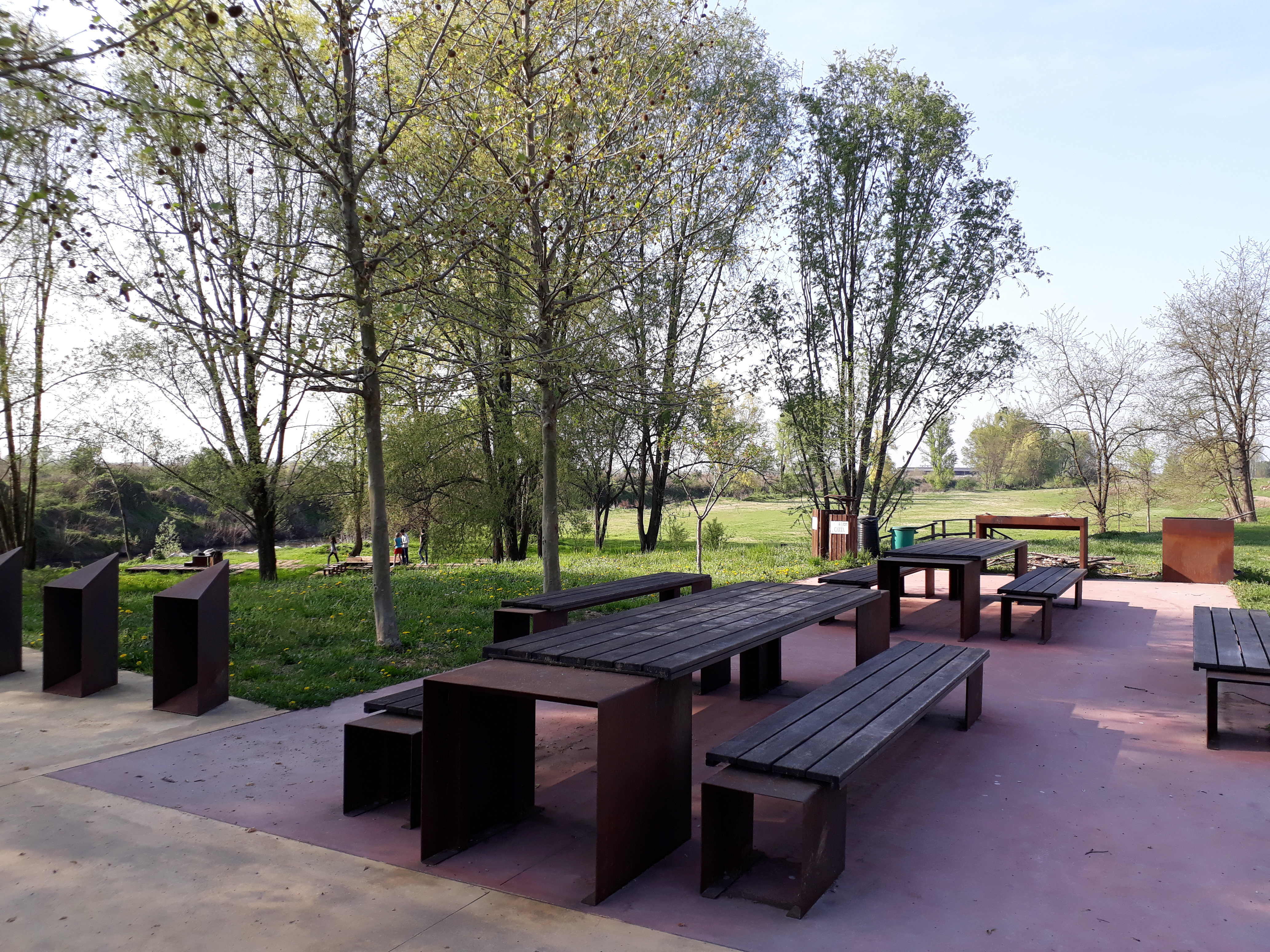
Casalmoro, Parco del Moro

- Parco Colline Moreniche di Castiglione
- Parco delle Golene Foce Secchia
- Parco Golenale del Gruccione
- Parco La Golena e le sue lanche
- Parco Solferino
- Parco del Moro
- Parco Golenale lungo Po - Ostiglia
- Parco Monte Medolano

### Altre aree verdi
- Bosco Virgiliano
- Foresta della Carpaneta
- Parco delle Bertone

## Infrastrutture e trasporti

### Ferrovie
Il territorio provinciale è attraversato dalle seguenti linee ferroviarie:
- Ferrovia Cremona-Mantova (Rete Ferroviaria Italiana)
- Ferrovia Verona-Mantova-Modena (Rete Ferroviaria Italiana)
- Ferrovia Mantova-Monselice (Rete Ferroviaria Italiana)
- Ferrovia Verona-Bologna (Rete Ferroviaria Italiana)
- Ferrovia Parma-Suzzara (Ferrovie Emilia-Romagna)
- Ferrovia Suzzara-Ferrara (Ferrovie Emilia-Romagna)
- Ferrovia Brescia-Parma (Rete Ferroviaria Italiana)

La principale stazione ferroviaria della provincia è la stazione di Mantova. Le altre stazioni di interscambio tra più linee in territorio provinciale sono la stazione di Suzzara e la stazione di Poggio Rusco.

### Piste ciclabili
- Pista ciclabile Mantova-Peschiera - km 43,5
- Pista ciclabile Sinistra Po dal ponte di San Benedetto Po ad Ostiglia - km 28,9
- Pista ciclabile Sinistra Po da Viadana al ponte di Bagnolo San Vito - km 57,6
- Pista ciclabile Destra Po da Riva di Suzzara al ponte di San Benedetto Po - km 34,7
- Pista ciclabile Destra Po dal ponte di San Benedetto Po a Quatrelle - km 54,8
- Pista ciclabile Sinistra e Destra Secchia - km 30,6
- Pista ciclabile Destra Oglio - km 25,5
- Pista ciclabile Sinistra Oglio - km 56,6
- Pista ciclabile Corridoio Morenico alto - km 20,8
- Pista ciclabile Corridoio Morenico basso - km 25,5

## Comuni
Appartengono alla provincia di Mantova i seguenti 64 comuni:
- Acquanegra sul Chiese
- Asola
- Bagnolo San Vito
- Borgocarbonara
- Borgo Mantovano
- Borgo Virgilio
- Bozzolo
- Canneto sull'Oglio
- Casalmoro
- Casaloldo
- Casalromano
- Castel Goffredo
- Castel d'Ario
- Castelbelforte
- Castellucchio
- Castiglione delle Stiviere
- Cavriana
- Ceresara
- Commessaggio
- Curtatone
- Dosolo
- Gazoldo degli Ippoliti
- Gazzuolo
- Goito
- Gonzaga
- Guidizzolo
- Magnacavallo
- Mantova
- Marcaria
- Mariana Mantovana
- Marmirolo
- Medole
- Moglia
- Monzambano
- Motteggiana
- Ostiglia
- Pegognaga
- Piubega
- Poggio Rusco
- Pomponesco
- Ponti sul Mincio
- Porto Mantovano
- Quingentole
- Quistello
- Redondesco
- Rivarolo Mantovano
- Rodigo
- Roncoferraro
- Roverbella
- Sabbioneta
- San Benedetto Po
- San Giacomo delle Segnate
- San Giorgio Bigarello
- San Giovanni del Dosso
- San Martino dall'Argine
- Schivenoglia
- Sermide e Felonica
- Serravalle a Po
- Solferino
- Sustinente
- Suzzara
- Viadana
- Villimpenta
- Volta Mantovana

### Comuni più popolosi

Gonfalone provinciale

Di seguito è riportata la lista dei dieci principali comuni della provincia di Mantova ordinati per numero di abitanti (dati: Istat 30/6/2024):
| Pos. | Stemma | Comune di                  | Popolazione (ab) | Superficie (km²) | Densità (ab/km²) | Altitudine (m s.l.m.) |
| ---- | ------ | -------------------------- | ---------------- | ---------------- | ---------------- | --------------------- |
| 1º   |        | Mantova                    | 49.492           | 63,81            | 740,09           | 19                    |
| 2º   |        | Castiglione delle Stiviere | 23.916           | 42,02            | 537,40           | 116                   |
| 3º   |        | Suzzara                    | 21.172           | 60,10            | 339,90           | 20                    |
| 4º   |        | Viadana                    | 19.966           | 103,84           | 189,10           | 26                    |
| 5º   |        | Porto Mantovano            | 16.663           | 37,44            | 433,48           | 29                    |
| 6º   |        | Borgo Virgilio             | 15.014           | 69,99            | 210,34           | 22                    |
| 7º   |        | Curtatone                  | 14.735           | 67,47            | 217,11           | 26                    |
| 8º   |        | Castel Goffredo            | 12.798           | 42,40            | 292,35           | 53                    |
| 9º   |        | San Giorgio Bigarello      | 11.903           | 51,53            | 229              | 42                    |
| 10º  |        | Goito                      | 10.109           | 79,22            | 130,90           | 33                    |

### Unione di comuni
- Unione delle Torri (Gazoldo degli Ippoliti e Mariana Mantovana).
- Unione dei comuni Isola Mantovana (2014; Quingentole, San Giovanni del Dosso, San Giacomo delle Segnate e Schivenoglia).
- Unione dei comuni Lombarda Terre d'Oglio (Commessaggio, Gazzuolo e San Martino dall'Argine).
- Unione comuni Lombarda San Giorgio e Bigarello (2016; San Giorgio di Mantova e Bigarello, confluiti dal 1º gennaio 2019 nel nuovo comune di San Giorgio Bigarello).
- Unione di comuni Castelli Morenici (Medole, Solferino e Ponti sul Mincio).
- Unione dei comuni Lombarda Foedus (Rivarolo Mantovano, Spineda (CR), Casteldidone (CR) e Rivarolo del Re ed Uniti (CR).
- Unione di comuni Lombarda Mincio Po (2016; Serravalle a Po e Sustinente).

## Società

### Evoluzione demografica
Gli abitanti della provincia di Mantova alla fine di luglio 2013 erano 412.373, di cui 201.069 maschi (48,8%) e 210.841 femmine (51,2%).

### Etnie e minoranze straniere
Il 12,8% dei residenti in provincia, cioè 53.259, erano cittadini stranieri di ben 134 nazionalità e un apolide. La crescita della popolazione provinciale continua nel suo trend positivo pur non essendo più influenzata dagli effetti prodotti dal cosiddetto decreto flussi (legge Bossi-Fini) con la quale molti stranieri furono regolarizzati nel biennio 2003-2004.

La comunità straniera più numerosa al 31/12/2010 si è rivelata quella indiana con 9.053 persone, seguita dalla comunità marocchina con 8.198 individui; con più di 6.000 componenti la comunità rumena e con più di 4.000 la cinese e l'albanese.
| Pos. | Cittadinanza | Uomini | Donne | Popolazione Totale |
| ---- | ------------ | ------ | ----- | ------------------ |
| 1    | India        | 5.354  | 3.699 | 9.053              |
| 2    | Marocco      | 4.523  | 3.675 | 8.198              |
| 3    | Romania      | 3.292  | 3.500 | 6.792              |
| 3    | Cina         | 2.355  | 2.241 | 4.596              |
| 5    | Albania      | 2.194  | 1.958 | 4.152              |
| 6    | Bangladesh   | 1.600  | 1.037 | 2.637              |
| 7    | Ucraina      | 298    | 1.544 | 1.842              |
| 8    | Brasile      | 558    | 925   | 1.483              |
| 9    | Pakistan     | 911    | 533   | 1.444              |
| 10   | Ghana        | 833    | 597   | 1.430              |

Elenco dei primi dieci comuni con la maggior percentuale e il comune con la minor percentuale di stranieri:
| Pos. | Comune                     | Percentuale |
| ---- | -------------------------- | ----------- |
| 1º   | Castiglione delle Stiviere | 20,6        |
| 2º   | Castel Goffredo            | 20,1        |
| 3º   | San Giovanni del Dosso     | 19,1        |
| 4º   | Casaloldo                  | 18,5        |
| 5º   | Motteggiana                | 18,3        |
| 6º   | Casalmoro                  | 17,5        |
| 7º   | Suzzara                    | 17,2        |
| 8º   | Viadana                    | 17,14       |
| 9º   | Castel d'Ario              | 17,06       |
| 10º  | San Giacomo delle Segnate  | 16,3        |
| 64º  | Curtatone                  | 4,9         |

### Lingue e dialetti
La provincia di Mantova è divisa in tre grossi gruppi dialettali: il dialetto mantovano puro (parlato a Mantova città e nella fascia centrale della provincia, appartenente all'Emiliano ma di transizione con il dialetto veronese e il dialetto alto mantovano), il dialetto alto mantovano (di natura prevalentemente lombardo orientale ma con evidenti influssi del mantovano cittadino, parlato nell'Alto Mantovano, ossia la zona settentrionale della provincia di Mantova), e il dialetto basso mantovano (di natura emiliana pura, di transizione con il ferrarese, il mirandolese e il guastallese, parlato nella zona meridionale della provincia, per l'appunto nell'Oltrepò mantovano).
Vicino al confine veronese (Ostiglia, Castel d'Ario) è percepibile la commistione col dialetto veronese (Monzambano, Roverbella, Castelbelforte, Casteldario ecc.). Abbastanza evidente è l'influenza del dialetto ferrarese sui comuni confinanti con tale provincia.
Nelle zone sud-occidentali della provincia, al confine fra le provincie di Cremona e Mantova, si trova invece l'area dialettale del dialetto casalasco-viadanese, un idioma che per inflessioni, cadenze e modi di dire rappresenta un dialetto di transizione fra il dialetto mantovano, il dialetto cremonese e il dialetto parmigiano, fra i quali è incuneato. È parlato nei comuni di Gussola, Martignana di Po, Casalmaggiore, Rivarolo del Re ed Uniti, Sabbioneta, Viadana, Pomponesco e Dosolo.

### Qualità della vita
| Anno | Qualità della Vita (Sole 24 Ore) Dato riferito alla provincia | Rapporto Ecosistema Urbano (Legambiente) |
| ---- | ------------------------------------------------------------- | ---------------------------------------- |
| 1990 | 16ª posizione (± 0)                                           |                                          |
| 1991 | 39ª posizione (- 23)                                          |                                          |
| 1992 | 20ª posizione (+19)                                           |                                          |
| 1993 | 51ª posizione (- 31)                                          |                                          |
| 1994 | 49ª posizione (+ 2)                                           |                                          |
| 1995 | 26ª posizione (+ 23)                                          |                                          |
| 1996 | 36ª posizione (- 10)                                          |                                          |
| 1997 | 23ª posizione (+ 13)                                          |                                          |
| 1998 | 20ª posizione (+ 3)                                           |                                          |
| 1999 | 4ª posizione (+ 16)                                           |                                          |
| 2000 | 26ª posizione (- 22)                                          |                                          |
| 2001 | 22ª posizione (+ 4)                                           |                                          |
| 2002 | 5ª posizione (+ 17)                                           |                                          |
| 2003 | 27ª posizione (- 22)                                          | 2ª posizione (± 0)                       |
| 2004 | 42ª posizione (- 15)                                          | 5ª posizione (+ 3)                       |
| 2005 | 22ª posizione (+ 20)                                          | 3ª posizione (+ 2)                       |
| 2006 | 29ª posizione (- 7)                                           | 1ª posizione (+ 2)                       |
| 2007 | 36ª posizione (- 7)                                           | 2ª posizione (- 1)                       |
| 2008 | 32ª posizione (+ 4)                                           | 3ª posizione (- 1)                       |
| 2009 | 36ª posizione (- 4)                                           | 12ª posizione (- 9)                      |
| 2010 | 33ª posizione (+ 3)                                           | 21ª posizione (- 9)                      |
| 2011 | 37ª posizione (- 4)                                           | 5ª posizione (+ 16)                      |
| 2012 | 34ª posizione (+ 3)                                           | 4ª posizione (+ 1)                       |
| 2013 | 38ª posizione (- 4)                                           | 5ª posizione (- 1)                       |
| 2014 | 34ª posizione (+ 4)                                           | 17ª posizione (- 12)                     |
| 2015 | 29ª posizione (+ 5)                                           | 9ª posizione (+ 8)                       |
| 2016 | 50ª posizione (- 21)                                          | 3ª posizione (+ 6)                       |
| 2017 | 41ª posizione (+ 9)                                           | 1ª posizione (+ 2)                       |
| 2018 | 19ª posizione (+ 22)                                          | 1ª posizione (± 0)                       |
| 2019 | 48ª posizione (- 29)                                          | 2ª posizione (- 1)                       |
| 2020 | 47ª posizione (+ 1)                                           | 2ª posizione (± 0)                       |
| 2021 | 47ª posizione (+ 0)                                           | 3ª posizione (- 1)                       |
| 2022 | 58ª posizione (- 11)                                          | 10ª posizione (- 7)                      |

Dalla ricerca di "Italia Oggi-Università La Sapienza di Roma", Mantova nel 2016 risulta al primo posto per la qualità della vita in Italia.

## Economia
Per l'economia della provincia mantovana ricopre una notevole importanza la produzione agricola nel solco di una tradizione storica consolidata. Negli ultimi anni, altresì, è andata via via incrementandosi la quantità di prodotto esportato. Nell'anno 2017 sono state realizzate circa 750 milioni di euro d'export dove la parte maggioritaria è da ascrivere ai comparti lattiero caseario (35,9%), delle carni e derivati (23,2%) e del vino (10,2%). Significativo l'aumento esponenziale dell'esportazione di vino, quintuplicato negli anni dal 2008 al 2017 fino a 75,5 milioni di euro.

## Cultura
La città di Mantova, sede della Corte dei Gonzaga, il cui dominio era esercitato sul territorio dell'attuale omonima provincia, fu una delle capitali politiche e culturali del Rinascimento italiano. L'illustre tradizione culturale, appannatasi dopo il Sacco di Mantova del 1630 e la fine del ducato gonzaghesco, è stata rinnovata da iniziative quali, dal 1997, Festivaletteratura e da importanti eventi espositivi come nel 2002 la Celeste Galeria su iniziativa del Centro Internazionale d'Arte e di Cultura di Palazzo Te, istituzione culturale creata nel 1990.
Il principale quotidiano provinciale, la Gazzetta di Mantova, può fregiarsi del titolo di più antico giornale d'Italia, essendo stato fondato nel 1664.
La provincia di Mantova ha dato, altresì, i natali a uno dei più illustri editori italiani, Arnoldo Mondadori, nato a Poggio Rusco, che iniziò la sua attività tipografica ed editoriale a Ostiglia.
Fu a partire dal racconto storico "Un ricordo di Solferino", che Henry Dunant scrisse a seguito dell'esperienza vissuta a Solferino e a Castiglione delle Stiviere l'indomani della battaglia di Solferino e San Martino (24 giugno 1859), che prenderanno gradualmente forma la Croce Rossa Internazionale e la Convenzione di Ginevra.

### Patrimonio dell'umanità - UNESCO

#### Mantova e Sabbioneta
- Palazzo Ducale di Mantova
- Palazzo Te, Mantova
- Palazzo della Ragione, Mantova
- Casa del Mantegna, Mantova

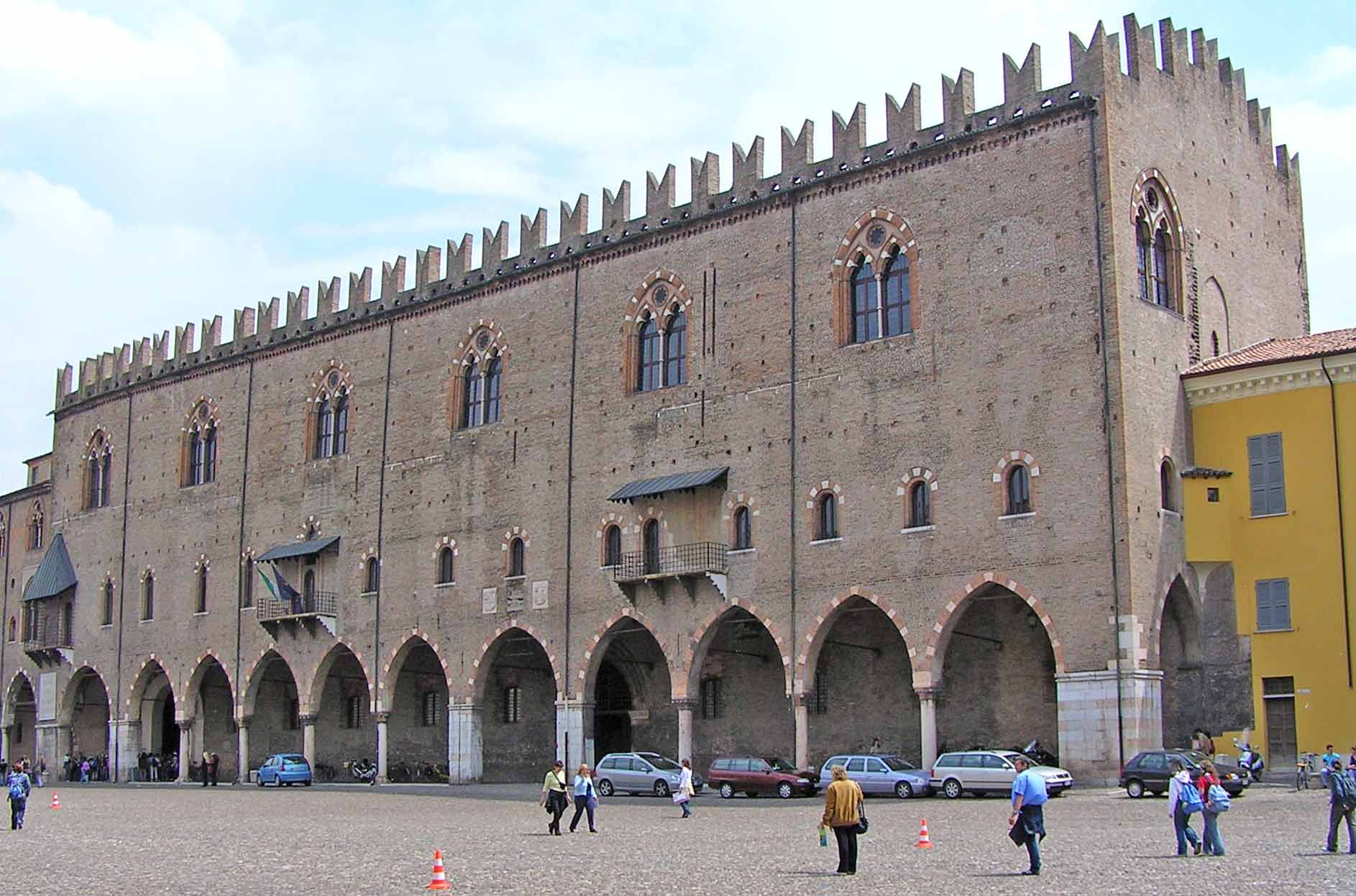
Mantova, Palazzo Ducale

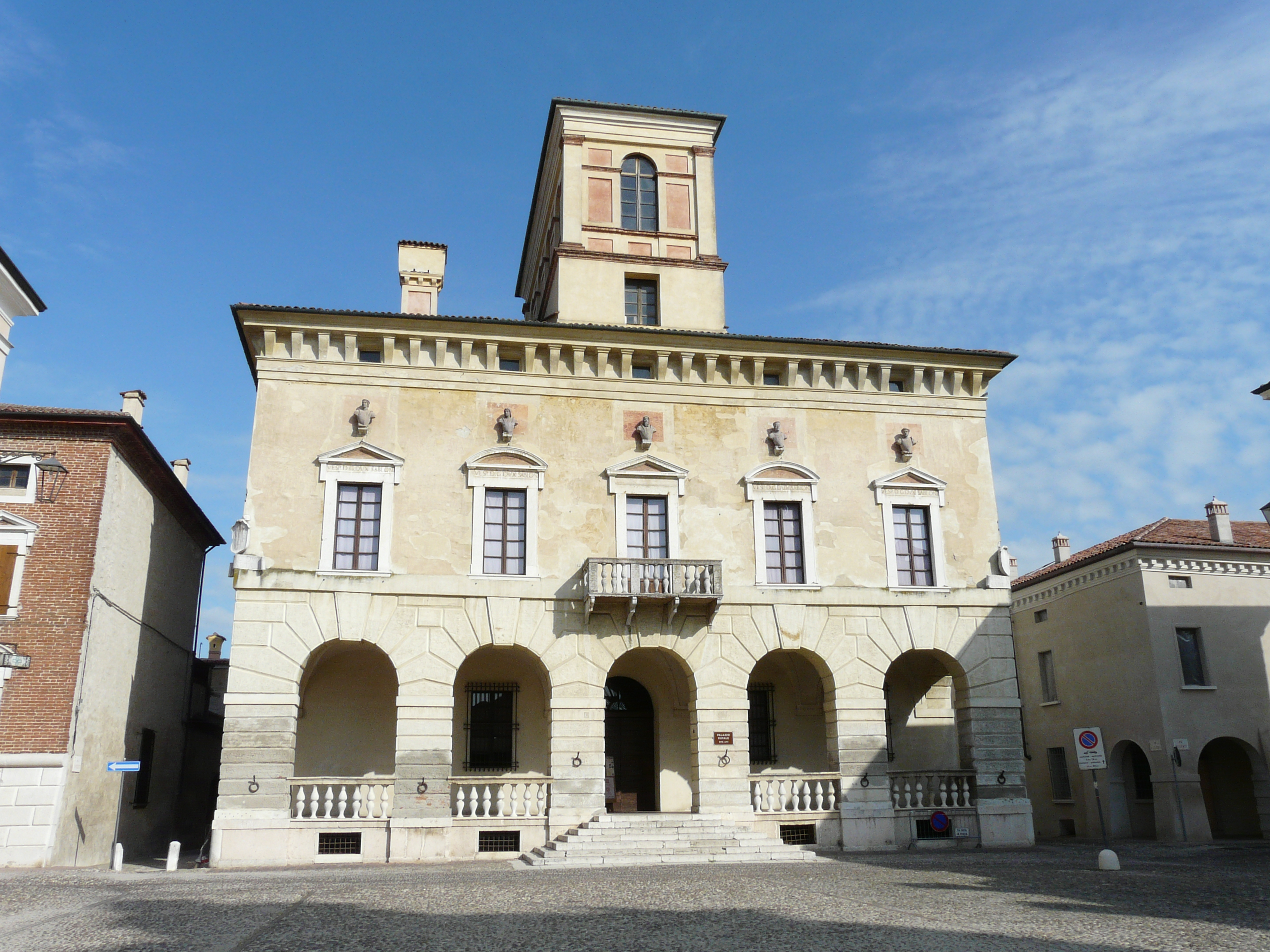
Sabbioneta, Palazzo Ducale

- Pescherie di Giulio Romano, Mantova
- Castello di San Giorgio, Mantova
- Duomo di Mantova
- Basilica di Sant'Andrea, Mantova
- Basilica Palatina di Santa Barbara, Mantova
- Rotonda di San Lorenzo, Mantova
- Chiesa di San Sebastiano, Mantova
- Teatro Bibiena, Mantova
- Cinta muraria di Sabbioneta
- Palazzo Ducale, Sabbioneta
- Galleria degli Antichi, Sabbioneta
- Teatro Olimpico, Sabbioneta
- Chiesa dell'Incoronata, Sabbioneta

#### Siti palafitticoli preistorici dell'arco alpino
- Bande - Corte Carpani, Cavriana
- Castellaro Lagusello - Fondo Tacoli, Monzambano

### Altri monumenti della provincia
- Villa Arrigona
- Corte Castiglioni, Casatico
- Chiesa di Sant'Andrea, Asola

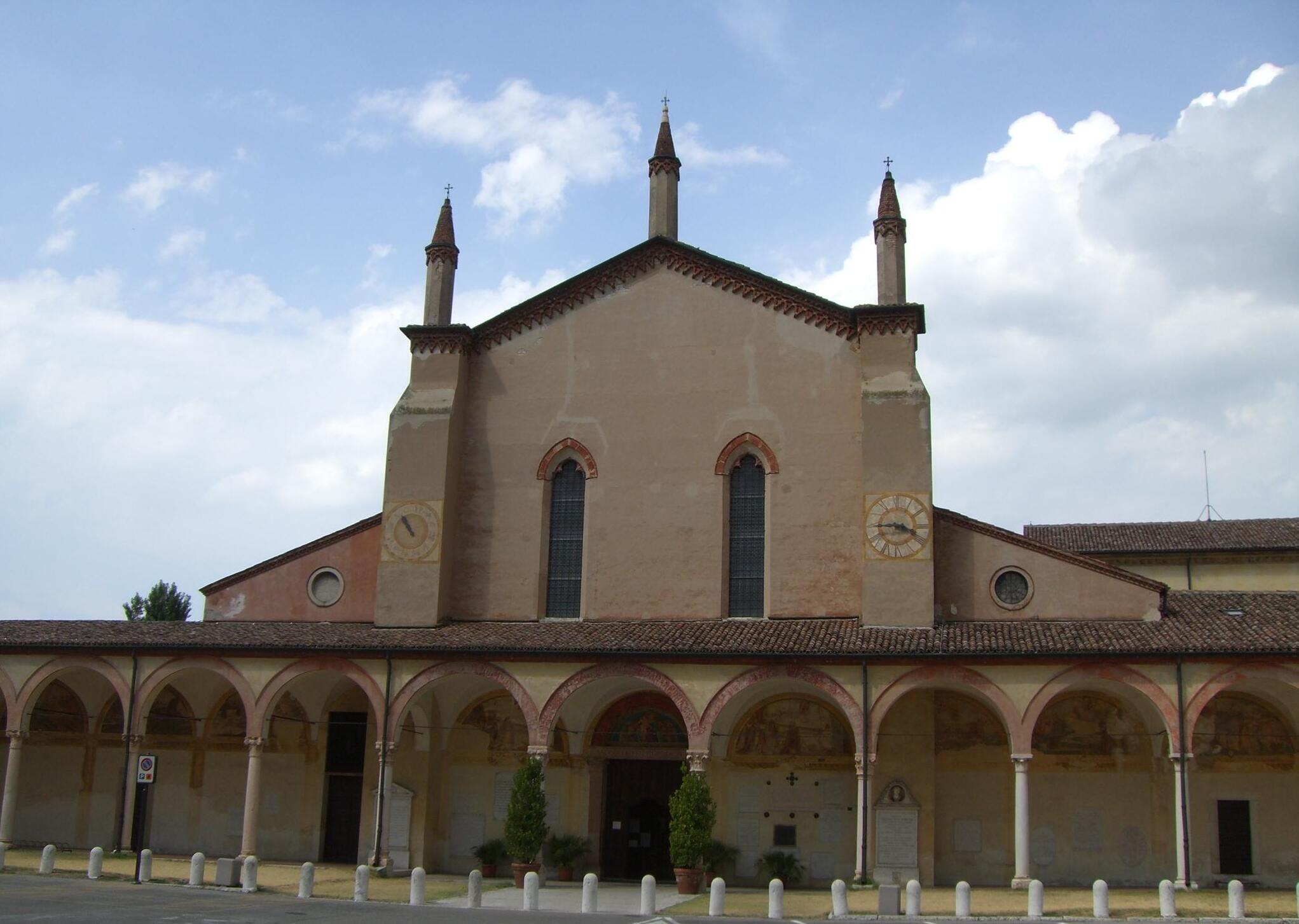
Curtatone, Santuario della Beata Vergine delle Grazie

- Chiesa prepositurale di Sant'Erasmo, Castel Goffredo
- Palazzo Gonzaga-Acerbi, Castel Goffredo
- Duomo di Castiglione delle Stiviere
- Santuario basilica di San Luigi Gonzaga, Castiglione delle Stiviere
- Chiesa di Santa Maria della Pieve di Cavriana
- Villa Mirra di Cavriana
- Santuario della Beata Vergine delle Grazie, Grazie di Curtatone
- Abbazia di San Benedetto in Polirone, San Benedetto Po
- Palazzo Ducale di Revere
- Rocca di Solferino

### Musei
- Museo di Palazzo Ducale, Mantova

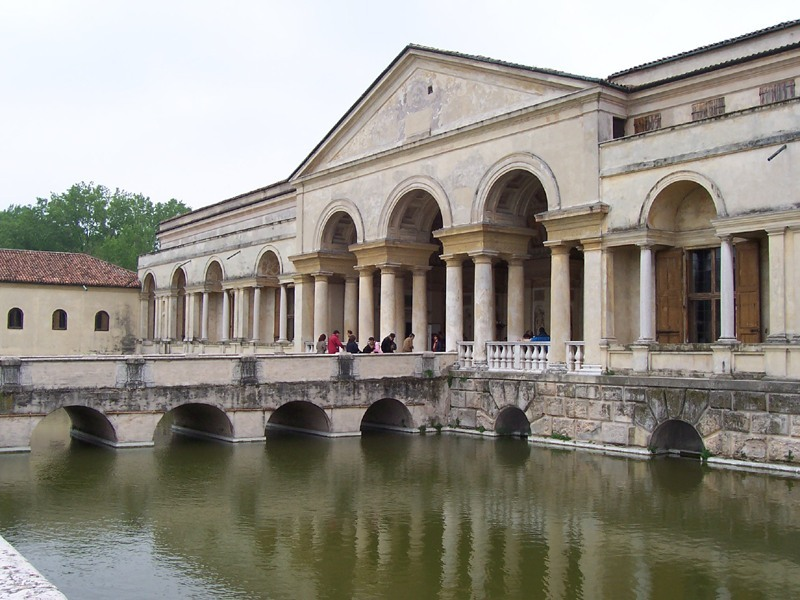
Mantova, Palazzo Te

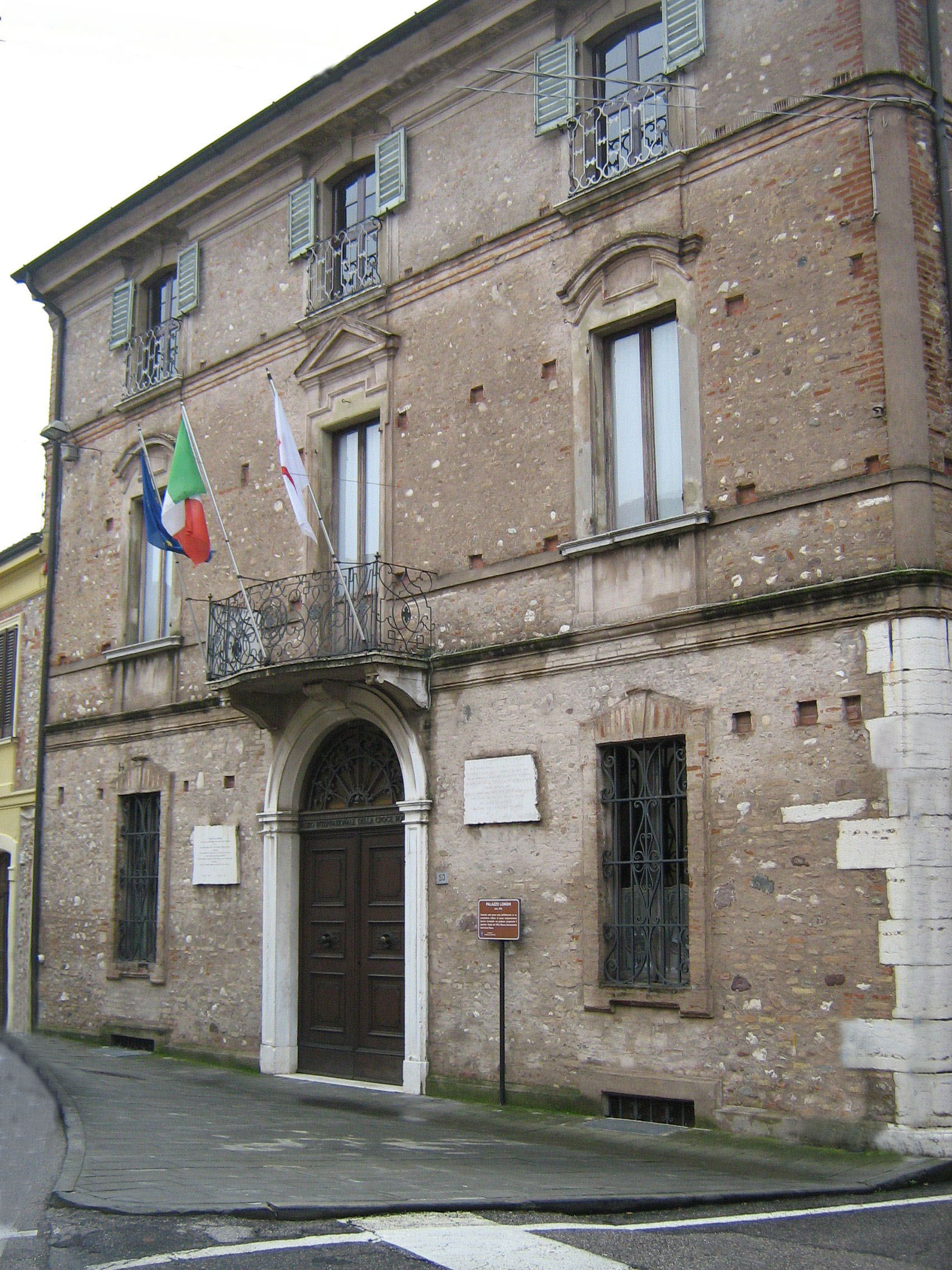
Castiglione delle Stiviere, Museo internazionale della Croce Rossa

- Museo Civico di Palazzo Te, Mantova
- Museo della Città di Palazzo San Sebastiano, Mantova
- Museo diocesano Francesco Gonzaga, Mantova
- Museo Archeologico Nazionale di Mantova
- Accademia Nazionale Virgiliana, Mantova
- Museo di Palazzo D'Arco, Mantova
- Casa della Beata Osanna Andreasi, Mantova
- Galleria Storica dei Vigili del Fuoco, Mantova
- Museo Tazio Nuvolari, Mantova
- Museo Civico Goffredo Bellini, Asola
- Parco archeologico del Forcello, loc. San Biagio - Bagnolo San Vito
- Museo internazionale della Croce Rossa, Castiglione delle Stiviere
- Museo archeologico dell'alto mantovano, Cavriana
- Civica raccolta d'arte di Medole
- MAM Museo d'Arte Moderna e Contemporanea, Gazoldo degli Ippoliti
- Museo d'Arte Sacra A passo d'Uomo, Sabbioneta
- Museo civico Polironiano, San Benedetto Po
- Museo del Risorgimento di Solferino e San Martino, Solferino
- Galleria del Premio Suzzara, Suzzara
- Museo Civico Antonio Parazzi, Viadana
- Museo Virgiliano, loc. Pietole - Borgo Virgilio
- Ecomuseo Terre d'Acqua fra Oglio e Po, Viadana

## Edilizia tipica
Nella provincia di Mantova è diffuso il loghino, una costruzione rurale costituita dall'abitazione del contadino, con annessi il fienile e la stalla.

## Sport
Lo sport più diffuso nella provincia è il calcio, del quale la squadra di maggior blasone è il Mantova che attualmente milita nel campionato di Serie B. Nel suo passato si annoverano 12 partecipazioni alla Serie A, l'ultima delle quali nella stagione 1971-1972. Partecipò altresì per 18 volte a campionati di Serie B, l'ultimo nella stagione 2024-25.
Nella stagione 2012-2013 ha esordito in Lega Pro Seconda Divisione lo Sterilgarda Castiglione che vi rimase due anni. Guadagnò a maggio 2015 il ritorno in Lega Pro, ma vi rinunciò. Fino al 2015 ha militato nel campionato di Serie D la Castellana.

Altre squadre mantovane in passato hanno disputato campionati professionisti come il Suzzara, che disputò anche due campionati di Serie B nell'immediato secondo dopoguerra, e la Poggese che disputò un campionato di Serie C2 nel 2001-2002.
Importante la tradizione rugbystica con il Rugby Viadana e il Rugby Mantova. La squadra viadanese ha vinto lo scudetto nazionale nel campionato 2001-02, la Coppa Italia negli anni 2000, 2003, 2007 e 2013, una Supercoppa italiana nel 2007 e vanta numerose partecipazioni in Heineken cup la coppa campioni del rugby.
Nella specialità del tennis tavolo, straordinariamente rilevanti a livello nazionale e internazionale i risultati conseguiti dalla Sterilgarda Castel Goffredo che in campo maschile ha vinto 4 scudetti (2003/04/09/10) e che ha conquistato ben 13 vittorie del campionato di serie A con la squadra femminile iniziando dal 1996 una serie quasi ininterrotta conclusasi nel 2010. La Sterilgarda Castel Goffredo femminile divenne Campione d'Europa negli anni 2006 e 2007.
Comunque il tennis tavolo mantovano aveva già raggiunto risultati di vertice negli anni sessanta del XX secolo, quando la squadra maschile di Asola conquistò lo scudetto nazionale nel 1964 e nel 1970.
Molto diffusa in provincia, soprattutto nell'Alto Mantovano, l'attività agonistica del tamburello, tanto che nell'anno 2012 sono state cinque, tra dodici, le formazioni mantovane partecipanti al campionato di serie A: AT Medole, Solferino, AT Ennio Guerra Castellaro, Cavrianese e Malavicina.

A partire dal 1947, quando la Polisportiva Castel Goffredo si aggiudicò il suo primo scudetto, il campionato di serie A di tamburello è stato vinto più volte da formazioni mantovane: Polisportiva Castel Goffredo (3), Medole Canova Martini (3), AT Ennio Guerra Castellaro (2), G. Carpani Goito (2), Ongari Marmirolo (2).

## Amministrazione

### Gemellaggi
La provincia di Mantova è gemellata con:
- Paderborn, dal 2010[42]